# Chinese Chemical Letters
Chinese Chemical Letters (скорочено Chin. Chem. Lett.) — щомісячний рецензований науковий журнал у галузі хімії. Перший номер вийшов у 1990 році, публікується видавництвом Elsevier для Китайського хімічного товариства. Головним редактором є Сю-Хун Цянь зі Східно-Китайського технологічного університету.
Журнал індексується службами Chemical Abstracts Service, Science Citation Index Expanded і Scopus. Імпакт-фактор у 2019 році становив 4,632. 

## Примусові цитати
У 2015 році Джеффрі Білл повідомив, що журнал запропонував авторам відмовитися від плати за публікацію, якщо стаття цитувалася принаймні шість разів (очевидно, включаючи самоцитування) протягом двох років після публікації. Ці цитати називаються примусовими. У відповідь редакційна колегія оголосила, що інцидент стався «цілком через некоректне висловлювання нашого нового редактора» і що «звільнення від плати за публікацію на основі цитування було скасовано.